# Durie Hill Memorial Tower

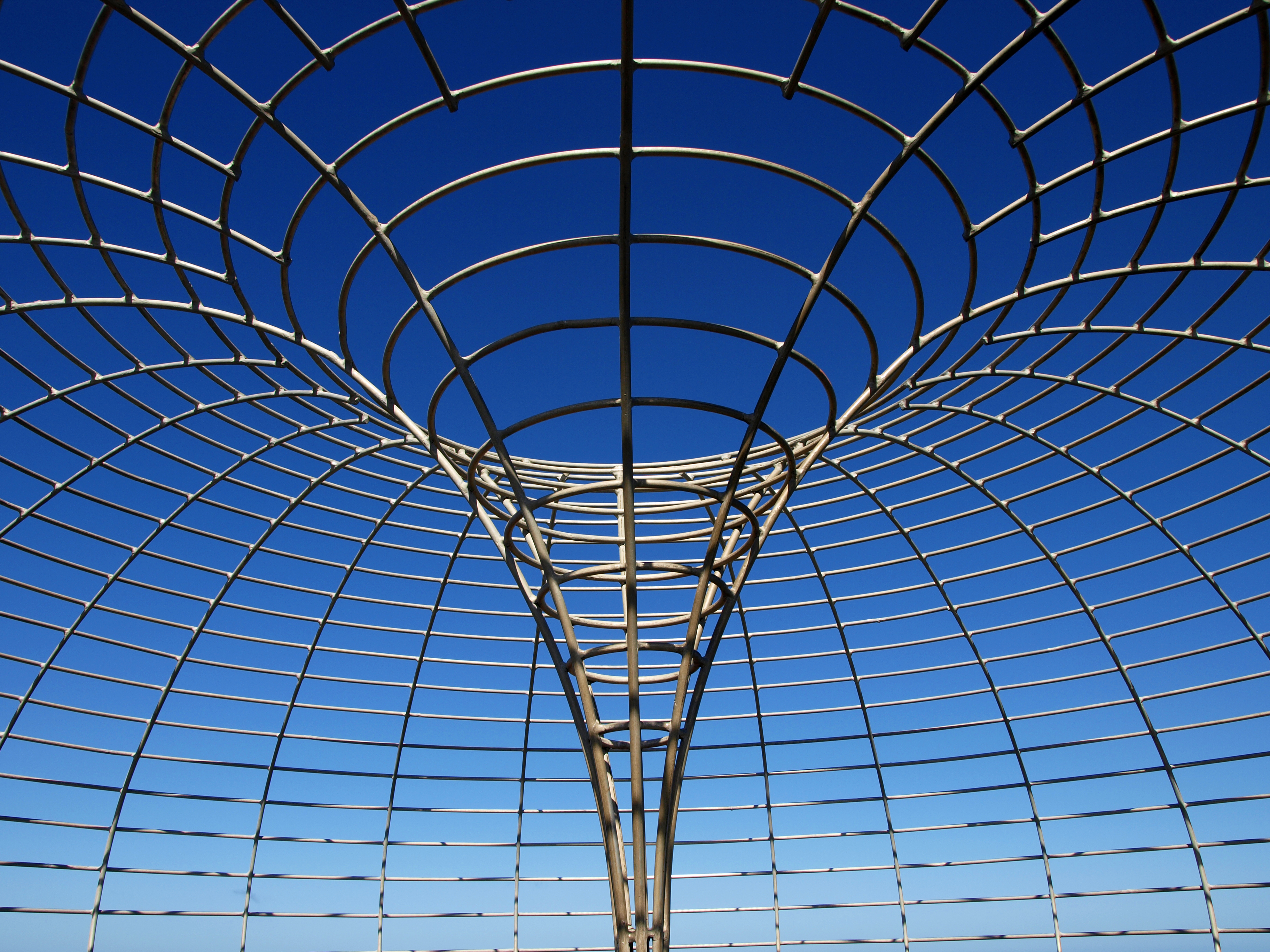
Künstlerisch gestalteter Käfig auf der Aussichtsplattform des Turmes

Der Durie Hill Memorial Tower ist ein Gedenkturm in der Stadt Wanganui, die Verwaltungssitz des Whanganui District ist und zur Region Manawatū-Whanganui auf der Nordinsel von Neuseeland gehört.

## Geographie
Der Turm befindet sich östlich des Stadtzentrums von Wanganui auf der Ostseite des Whanganui River im Stadtteil Durie Hill und liegt auf einer Höhe von 83,4 m, rund 335 m vom Fluss entfernt.

## Geschichte
Der Wunsch, in der Stadt ein Ehrenmal für die Gefallenen des Ersten Weltkriegs zu errichten, reicht zurück bis in den August des Jahres 1916, obwohl der Krieg noch nicht zu Ende war. Am 10. Januar 1919 wies schließlich der Wanganui Chronicle in einem Beitrag auf die Notwendigkeit eines Ehrenmals hin und schlug auch schon den Standort Durie Hill als geeigneten Stadtteil für einen Turm als Aussichtsturm vor. Erst im August 1921 wurde ein entsprechendes Komitee in der Stadt gebildet, um das Projekt voranzubringen. Doch die Bürger waren gespalten in der Vorstellung, ein Ehrenmal außerhalb des Zentrums der Stadt zu wissen. So wurde im Jahr 1923 ein rund 9 m hohes Ehrenmal im Queens' Park nahe dem Stadtzentrum errichtet und noch im gleichen Jahr mit dem Bau des Durie Hill Memorial Tower begonnen. 1925 wurde der Turm feierlich eingeweiht und eröffnet.

## Gebäude
Der Turm besitzt eine Höhe von 31,7 m und wurde mit Steinen aus Muschelfelsen (shellrock) errichtet, die 15 km flussaufwärts in einem Steinbruch bei der kleinen Siedlung Kaiwhaiki gewonnen wurden. Sein rundliches Mauerwerk wird von drei sich nach oben verjüngenden Stützmauern gestützt und verstärkt, was den Turm etwas wie eine Raketenstufe aussehen lässt. Der Turm kann über ein im Gebäude liegendes Treppenwerk mit 176 Stufen bis zur Spitze erklommen werden. Der Aussichtsbereich auf der Spitze ist mit einer architektonisch reizvollen Konstruktion eines Gitters versehen, das suizidale Personen wohl vor dem Sprung in die Tiefe bewahren soll. Der Aussichtsbereich befindet sich auf einer Höhe von 113,5 m und ermöglicht einen Ausblick über die gesamte Stadt Wanganui sowie den Whanganui River sowohl bis zur Mündung in die Tasmansee in südwestlicher Richtung als auch flussaufwärts einige Kilometer in nördlicher Richtung.